# L'Inutile Beauté (nouvelle)
L'Inutile Beauté est une nouvelle de Guy de Maupassant, publiée en 1890.

## Historique
La nouvelle de Guy de Maupassant d'abord publiée en feuilleton dans le journal L'Écho de Paris du 2 au 7 avril 1890, puis dans le recueil homonyme L'Inutile Beauté paru le même mois chez Victor Havard.

## Résumé
Après onze ans de mariage et sept enfants, la comtesse de Mascaret, encore dans la plénitude de sa beauté, déclare à son mari que l'un des enfants n'est pas de lui. Afin de pouvoir être une femme dans son entièreté, la comtesse met en place une stratégie pour faire comprendre à son mari, le comte, le rôle réel de la femme.

## Éditions
- L'Inutile Beauté, dans L'Écho de Paris, 1890
- L'Inutile Beauté, dans La Vie populaire des 22, 25 et 29 mai 1890
- L'Inutile Beauté, dans L'Inutile Beauté recueil paru chez l’éditeur Victor Havard, 1890.
- L'Inutile Beauté, dans Maupassant, Contes et Nouvelles, tome II, texte établi et annoté par Louis Forestier, éditions Gallimard, Bibliothèque de la Pléiade, 1979.